# Siderodromophobie

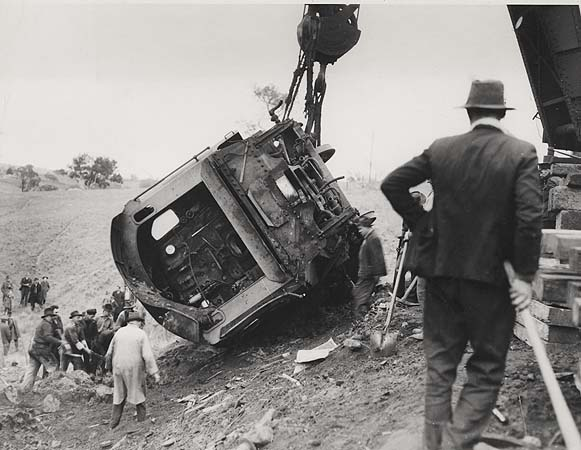
Entgleisung bei Rocky Ponds, Australien, 1948

Siderodromophobie (von altgriechisch σίδηρος sídēros, deutsch ‚Eisen‘, δρόμος drómos, deutsch ‚Weg‘, und φόβος phóbos, deutsch ‚Furcht‘) ist ein veralteter Ausdruck, der zu Beginn des 20. Jahrhunderts die übertriebene Angst oder Furcht vor Zügen, Zugreisen oder Schienen bezeichnete. Sie wurde auch als Eisenbahnphobie, Zugphobie, Eisenbahnangst oder als Eisenbahnfurcht bezeichnet.

## Symptome

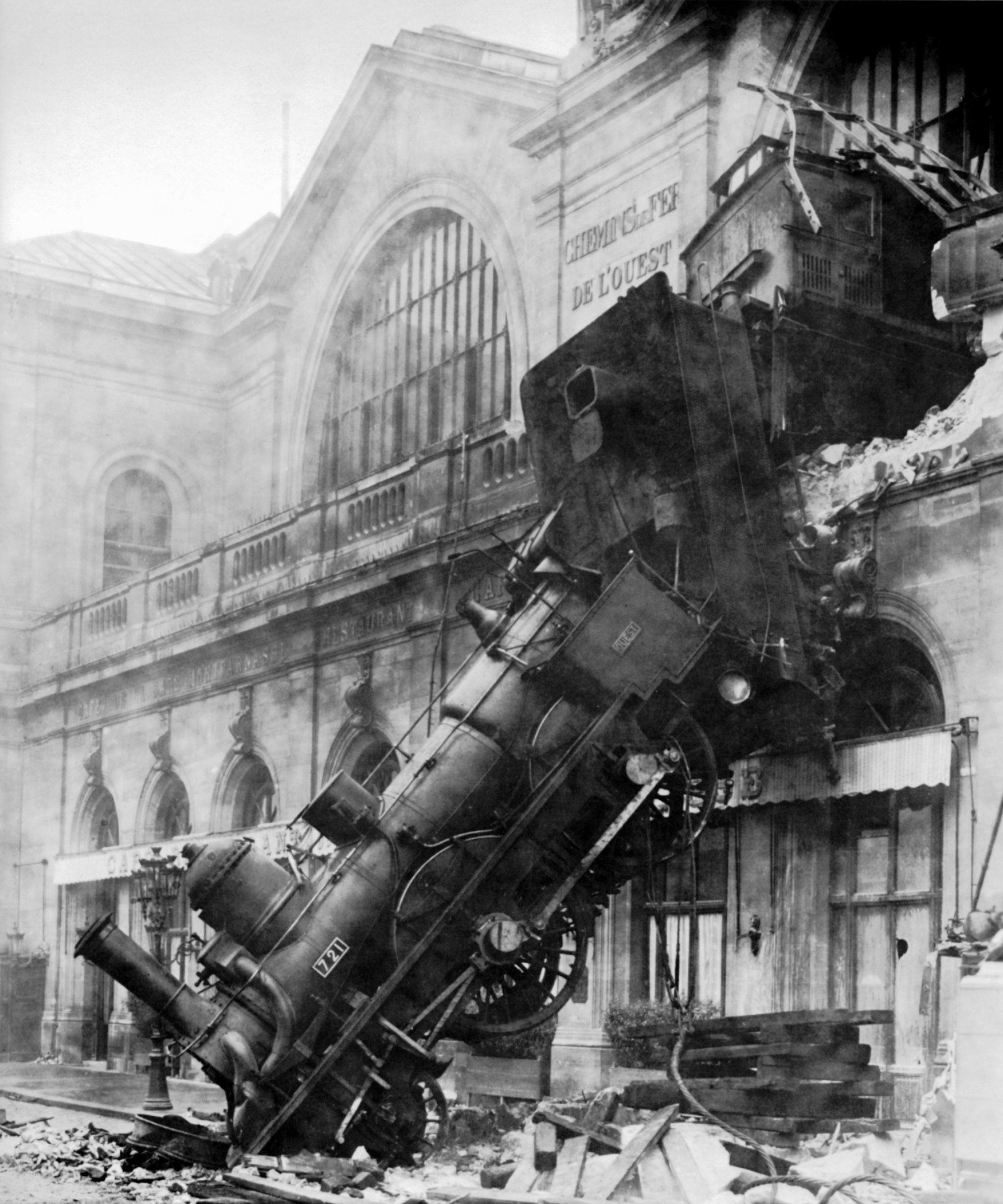
Das Bild einer in Paris abgestürzten Lokomotive ist ein Symbol technischen Versagens.

Die Siderodromophobie kann im Laufe des Lebens durch traumatische Erlebnisse oder wie andere Angststörungen (z. B. Klaustrophobie) erworben werden. Die Symptome können wie das sogenannte Reisefieber schon lange vor der eigentlichen Reise beginnen. Es kommt dabei bei einigen Patienten zu Panikattacken, Herzklopfen, Schweißausbrüchen, Verdauungsstörungen, während andere weinen, erstarren oder fliehen. Unbehandelt kann die Phobie sich verschlimmern, so dass es den Patienten nicht mehr möglich ist, Bahnübergänge zu kreuzen, an Bahnhöfen vorbeizugehen oder nicht zu erschrecken, wenn sie ein Zugsignalhorn hören.

## Komplikationen
Der offensichtlichste Effekt der Siderodromophobie ist, keine Eisenbahnen, U-Bahnen oder Straßenbahnen benutzen zu können. Manchen Patienten ist es nicht einmal möglich, touristische Attraktionen wie Eisenbahnmuseen, Freizeitparks mit eisenbahnähnlichen Fahrgeschäften oder denkmalgeschützte Objekte, auf denen Schienen verlegt sind, zu besuchen.

## Geschichte
Otto Roth schrieb 1883 unter dem Stichwort Siderodromophobie, nach [Johannes] Rigler sei „»die Eisenbahnfurcht« eine Form der Neurasthenia spinalis.“
Sigmund Freud vermutete 1906 einen Zusammenhang zwischen Zugreisen und Sexualität beziehungsweise zwischen Zugangst und Triebunterdrückung.
Damals bezog man die Angst nicht auf Passagiere, sondern auf das Bahnpersonal: „Siderodromophobie, Eisenbahnfurcht, von Riegler [sic] gewählte Bezeichnung eines psychopathischen, eine bestimmte Form der Hypochondrie darstellenden Zustandes, welcher namentlich bei dem Fahrpersonal der Eisenbahnen zur Entwicklung kommen und in der Rückwirkung stattgehabter, respektive selbsterlebter Eisenbahnunfälle, in der krankhaft gesteigerten Furcht vor solchen seine Ursache finden soll.“
Walter Guttmann setzte 1902 einen anderen Schwerpunkt: Nach Riegler [sic] ist die Siderodromophobie die „krankhafte Furcht vor Eisenbahnunfällen bei Neurasthenikern.“
Später unterschied man nicht mehr zwischen Passagieren und Bahnpersonal und definierte nach Riegler [Sic! Gemeint war der praktische Arzt Johannes Rigler.] die Siderodromophobie als eine „krankhafte Furcht vor dem Fahren mit der Eisenbahn.“
Auch aktuelle medizinische Wörterbücher nennen die Siderodromophobie noch als eine „krankhafte Angst vor Eisenbahnfahrten.“